# MisdaadNet
MisdaadNet was een digitale televisiezender van Endemol Nederland. De zender werd op 1 juli 2008 gelanceerd bij Ziggo. Later was de zender ook te vinden in het digitale pakket van Caiway en glasvezelprovider Tweak op het Glashart glasvezelnetwerk in Almere.
MisdaadNet zond onder meer Nederlandse televisieseries uit, waaronder Baantjer, Spangen, Blauw blauw en Grijpstra & De Gier. Buitenlandse series waren onder andere Der Alte, Taggart, Rebus, Crimini en Murphy's Law.
In 2009 werd de zender, met bijna tien procent van alle stemmen, verkozen als beste digitale televisiezender van 2009.
Misdaadnet is per 1 september 2011 definitief gestopt met uitzenden. RTL is op deze zender begonnen met het uitzenden van RTL Crime.